# Pseudopyxis
Pseudopyxis là một chi thực vật có hoa trong họ Thiến thảo (Rubiaceae).

## Loài
Chi Pseudopyxis gồm các loài: